# Mario Seidl
Mario Seidl (8 december 1992) is een Oostenrijkse noordse combinatieskiër. Hij vertegenwoordigde zijn vaderland op de Olympische Winterspelen 2018 in Pyeongchang.

## Carrière
Seidl maakte zijn wereldbekerdebuut in februari 2012 in Val di Fiemme. In december 2012 scoorde de Oostenrijker in Ramsau zijn eerste wereldbekerpunten. In februari 2013 behaalde hij in Almaty zijn eerste toptienklassering in een wereldbekerwedstrijd. In februari 2017 stond Seidl in Pyeongchang voor de eerste maal in zijn carrière op het podium van een wereldbekerwedstrijd. Op de wereldkampioenschappen noordse combinatie 2017 in Lahti eindigde de Oostenrijker als vierde op de grote schans en als achttiende op de normale schans. Samen met Bernhard Gruber, Philipp Orter en Paul Gerstgraser veroverde hij de bronzen medaille in de landenwedstrijd. Tijdens de Olympische Winterspelen van 2018 in Pyeongchang eindigde hij als dertiende op de grote schans. In de landenwedstrijd sleepte hij samen met Wilhelm Denifl, Lukas Klapfer en Bernhard Gruber de bronzen medaille in de wacht.
Op 24 november 2018 boekte Seidl in Kuusamo zijn eerste wereldbekerzege. In Seefeld nam de Oostenrijker deel aan de wereldkampioenschappen noordse combinatie 2019. Op dit toernooi eindigde hij als vierde op de grote schans en als zevende op de normale schans. Samen met Bernhard Gruber, Franz-Josef Rehrl en Lukas Klapfer behaalde hij de bronzen medaille in de landenwedstrijd.

## Resultaten

### Olympische Winterspelen
| Jaar | Plaats      | Resultaten              |
| ---- | ----------- | ----------------------- |
| 2018 | Pyeongchang | 13e Gundersen LH · Team |

### Wereldkampioenschappen
| Jaar | Plaats  | Resultaten                                |
| ---- | ------- | ----------------------------------------- |
| 2017 | Lahti   | 18e Gundersen NH · 4e Gundersen LH · Team |
| 2019 | Seefeld | 7e Gundersen NH · 4e Gundersen LH · Team  |

### Wereldbeker
Eindklasseringen
| Seizoen   | Plaats |
| --------- | ------ |
| 2012/2013 | 24e    |
| 2013/2014 | 31e    |
| 2014/2015 | 31e    |
| 2015/2016 | 16e    |
| 2016/2017 | 6e     |
| 2017/2018 | 11e    |
| 2018/2019 | 6e     |

Wereldbekerzeges
| Datum            | Plaats      | Onderdeel       |
| ---------------- | ----------- | --------------- |
| 24 november 2018 | Kuusamo     | 10 km Gundersen |
| 20 januari 2019  | Chaux-Neuve | 15 km Gundersen |